# 4500 Pascal
A 4500 Pascal (ideiglenes jelöléssel 1989 CL) a Naprendszer kisbolygóövében található aszteroida. Ueda Szeidzsi és Kaneda Hirosi fedezte fel 1989. február 3-án.